# Saint-Aubin-sous-Erquery
Saint-Aubin-sous-Erquery ist eine französische Gemeinde mit 348 Einwohnern (Stand 1. Januar 2022) im Département Oise in der Region Hauts-de-France. Sie gehört zum Arrondissement Clermont, zur Communauté de communes du Clermontois und zum Kanton Clermont.

## Geographie
Die Gemeinde Saint-Aubin-sous-Erquery liegt rund 9 Kilometer nordöstlich von Clermont und 25 Kilometer westlich von Compiègne. Zur Gemeinde gehören der Ortsteil Granges und das Gehöft Le Plessier. Nachbargemeinden von Saint-Aubin-sous-Erquery sind Rémécourt im Norden, Noroy im Nordosten, Maimbeville im Osten, Nointel im Süden, Breuil-le-Sec im Südwesten, Erquery im Westen sowie Lamécourt im Nordwesten.

## Geschichte
Die Gemeinde war der Abtei Saint-Leu-d’Esserent zehntpflichtig. Le Plessier war früher ein Herrenhaus. 1861 zerstörte ein Brand sieben Häuser. Von 1828 bis 1833 war die Gemeinde an die Nachbargemeinde Erquery angeschlossen.

## Bevölkerung
| Jahr                       | 1962 | 1968 | 1975 | 1982 | 1990 | 1999 | 2006 | 2012 | 2021 |
| -------------------------- | ---- | ---- | ---- | ---- | ---- | ---- | ---- | ---- | ---- |
| Einwohner                  | 202  | 240  | 268  | 254  | 331  | 335  | 314  | 316  | 339  |
| Quellen: Cassini und INSEE |      |      |      |      |      |      |      |      |      |

## Sehenswürdigkeiten
- teilweise noch romanische Kirche Saint-Aubin, Chor und Glockenturm sind nach Einsturz des Turms 1827 modern ausgeführt[1], die Tauffünte aus dem frühen 13. Jahrhundert ist in der Base Palissy inventarisiert[2]
- Taubenhaus in der Rue Plisson
- Kriegerdenkmal an der Kirchenfassade
- Kalvarienberg und zwei Kreuze

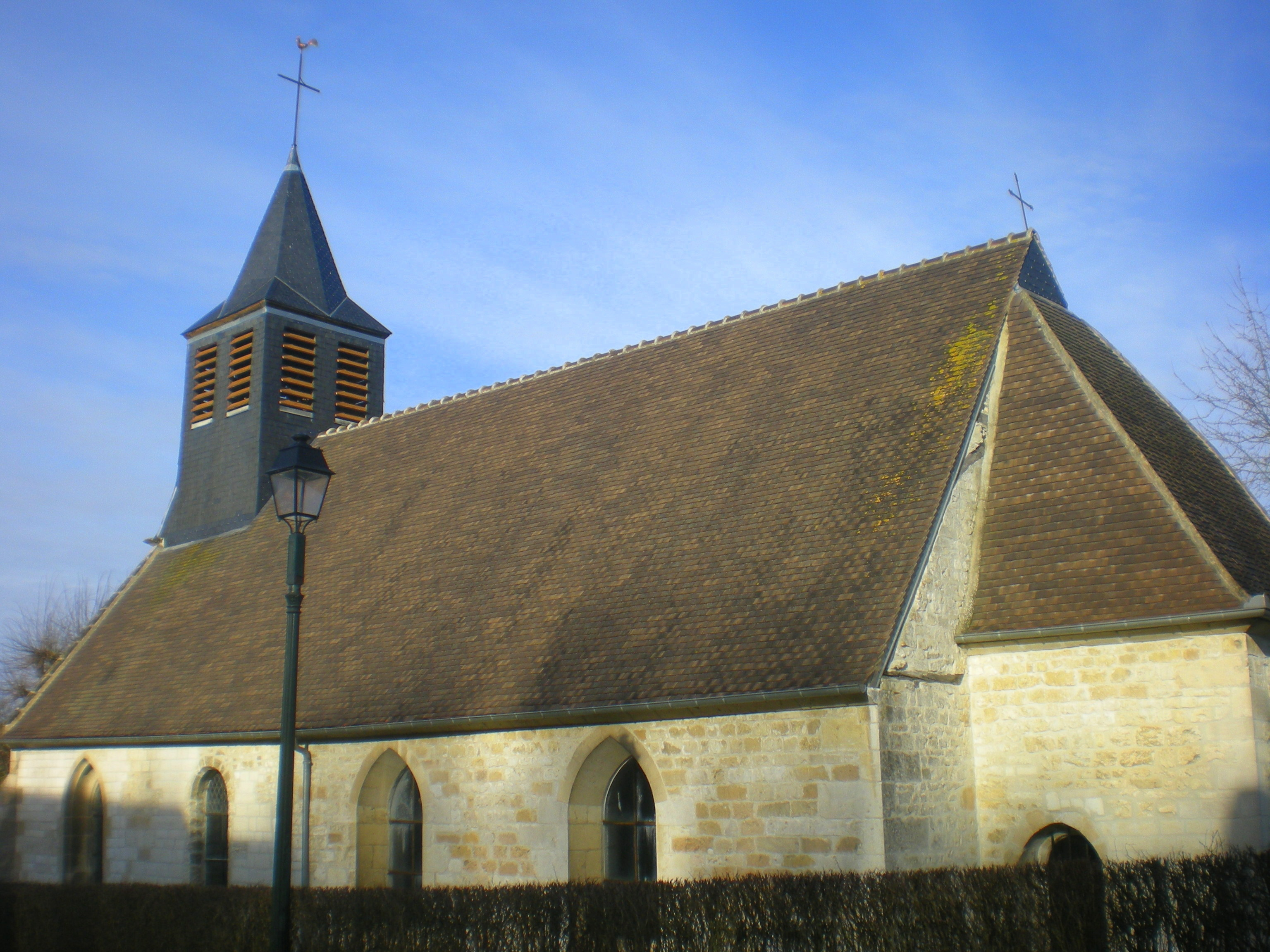
Kirche Saint-Aubin von Südosten
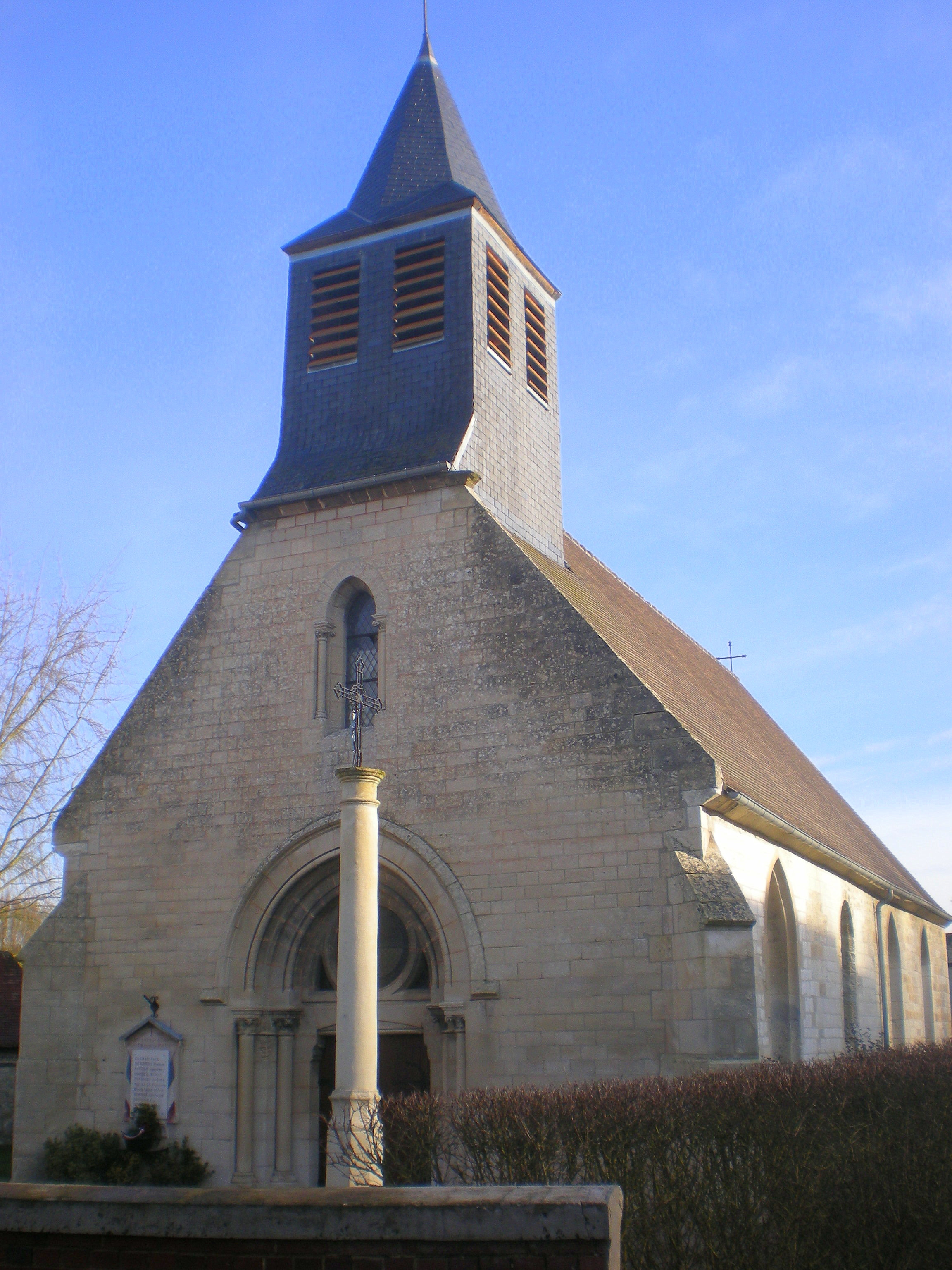
Kirchenfassade mit Kriegerdenkmal und Kreuz
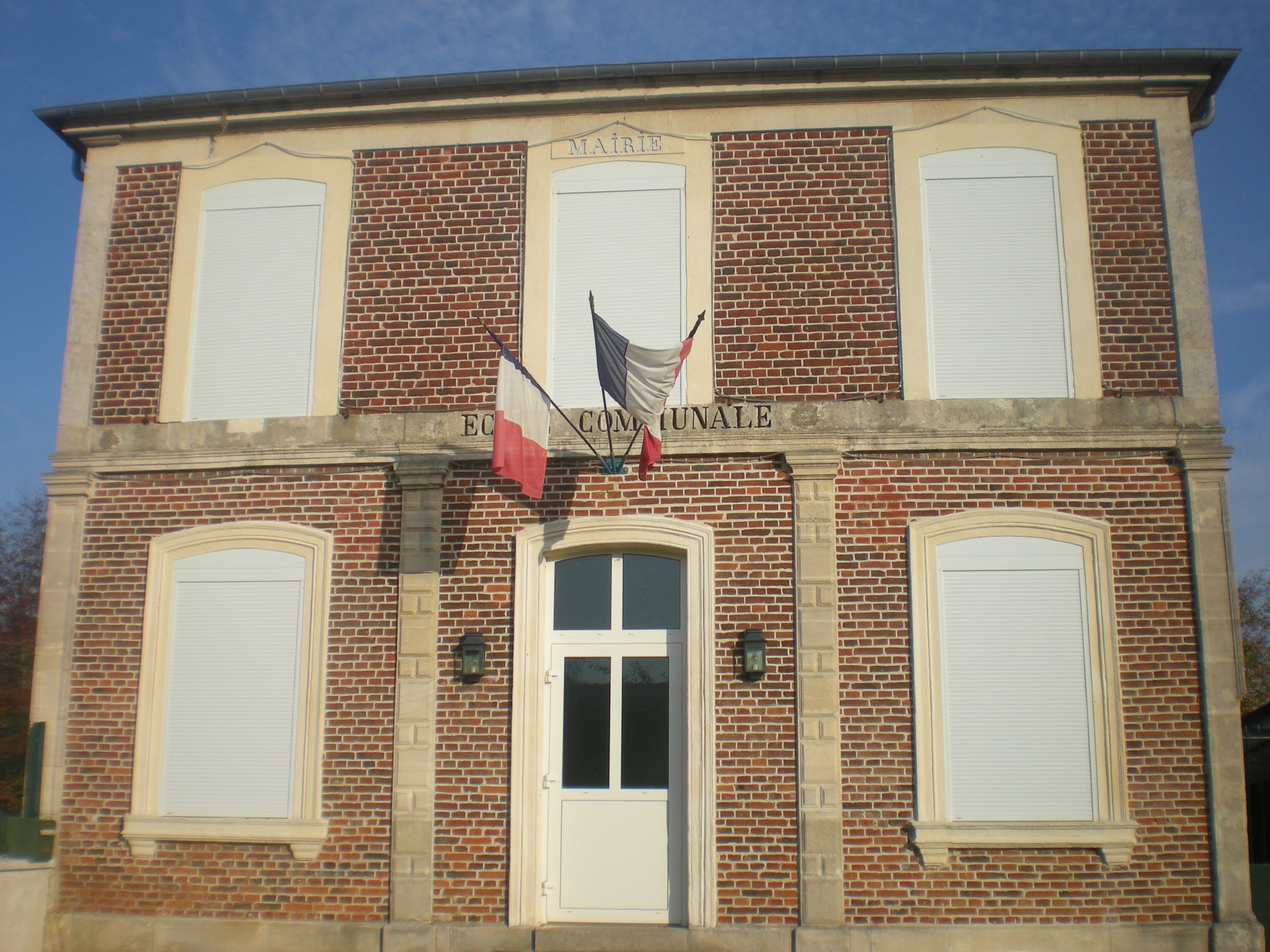
Rathaus
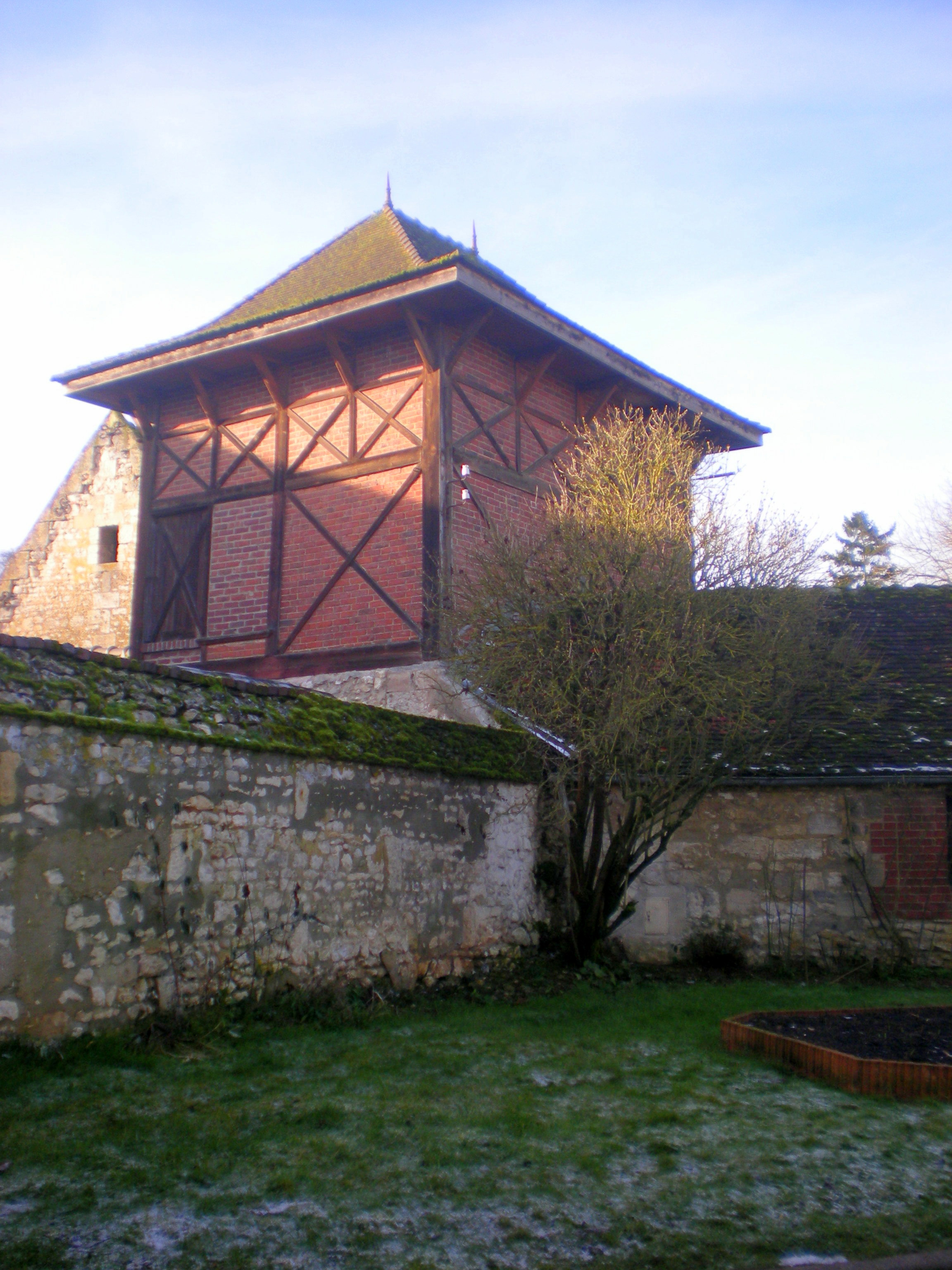
Taubenturm